# Almafuerte (ort i Córdoba)
Almafuerte är en ort i Argentina.   Den ligger i provinsen Córdoba, i den centrala delen av landet, 600 kilometer nordväst om huvudstaden Buenos Aires. Almafuerte ligger 430 meter över havet och antalet invånare är 10 534.
Terrängen runt Almafuerte är platt. Närmaste större samhälle är Río Tercero, 13,5 kilometer öster om Almafuerte.
Trakten runt Almafuerte består till största delen av jordbruksmark. Runt Almafuerte är det ganska glesbefolkat, med 22 invånare per kvadratkilometer.